# Herma Szabó
Pour les articles homonymes, voir Szabó.
Herma Szabó, née le 22 février 1902 à Vienne et morte le 7 mai 1986 à Admont, était une patineuse artistique autrichienne, première championne olympique de la discipline lors des JO de 1924 à Chamonix et l'une des quatre femmes à avoir remporté à cinq reprises les championnats du monde (avec Sonja Henie, Carol Heiss et Michelle Kwan). Elle est la patineuse autrichienne ayant remporté le plus de récompenses.
Sa cousine Helene Engelmann est aussi une patineuse artistique.

## Biographie

### Carrière sportive
Née à Vienne, Herma est issue d'une grande famille de patineurs et fait ses premiers pas sur la glace très jeune. Sa mère fut Christa von Szabó, patineuse en couple, et son oncle Eduard Engelmann jr qui fut champion d'Europe à trois occasions et construit la première patinoire artificielle sur laquelle Herma patina.
Herma remporta l'épreuve individuelle aux Jeux olympiques d'hiver de 1924 et 5 championnats du monde chaque année entre 1922 à 1926, battue en 1927 par la norvégienne Sonja Henie, ce résultat qui fut controversé à l'époque à cause  de la répartition des juges : un Allemand, un Autrichien et trois Norvégiens. Alors que les deux germanophones placèrent Herma vainqueur, les trois norvégiennes décidèrent de sacrer Sonja.
Herma pratiquait aussi la discipline en couple avec Ludwig Wrede, ils remportèrent les championnats du monde à deux reprises (en 1925 et 1927). Elle arrêta sa carrière juste avant les JO de 1928 laissant Ludwig remporter une médaille de bronze avec une autre partenaire.
Elle ne gagna aucun titre européen, ni en couple ni en individuelle, car les compétitions des femmes ne furent programmées qu'à partir de 1930.

## Palmarès
| Compétitions en individuel          | 1918 | 1919 | 1920 | 1921 | 1922 | 1923 | 1924 | 1925 | 1926 | 1927 |  |  |  |  |
| Jeux olympiques d'hiver             |      |      |      |      |      |      | 1er  |      |      |      |  |  |  |  |
| Championnats du monde               | CA   | CA   | CA   | CA   | 1er  | 1er  | 1er  | 1er  | 1er  | 2e   |  |  |  |  |
| Championnats d'Autriche             | 2e   |      |      |      | 1re  | 1re  | 1re  | 1re  |      | 1re  |  |  |  |  |
|                                     |      |      |      |      |      |      |      |      |      |      |  |  |  |  |
| Compétitions en couple              | 1918 | 1919 | 1920 | 1921 | 1922 | 1923 | 1924 | 1925 | 1926 | 1927 |  |  |  |  |
| Jeux olympiques d'hiver             |      |      |      |      |      |      |      |      |      |      |  |  |  |  |
| Championnats du monde               | CA   | CA   | CA   | CA   |      |      |      | 1re  | 3e   | 1re  |  |  |  |  |
| Championnats d'Autriche             |      |      |      |      |      |      |      | 1re  | 1re  |      |  |  |  |  |
| Légende : CA = Championnats annulés |      |      |      |      |      |      |      |      |      |      |  |  |  |  |